# Romos
Romos (in ungherese Romosz, in tedesco Rumes) è un comune della Romania di 2 855 abitanti, ubicato nel distretto di Hunedoara, nella regione storica della Transilvania.
Il comune è formato dall'unione di 6 villaggi: Ciungu Mare, Pișchinți, Romos, Romoșel, Vaidei.